# 사직로 (서울)
사직로(社稷路, Sajik-ro)는 서울특별시 종로구 교북동 1-60에서 중학동 92까지를 잇는 왕복 6 ~ 10차선 도로이다. 도로명은 사직공원 내에 사직단에서 유래하였다.

## 주요 경유지
서울특별시
- 종로구 (교북동 - 행촌동 - 사직동 - 필운동 - 내자동 - 적선동 - 세종로 - 중학동)

## 노선
- 연한 파란색(■): 국도 제48호선 및 서울특별시도 제C1호선 중복 구간
- 연한 초록색(■): 서울특별시도 제C1호선 구간

| 교차로 · 터널                                       | 접속 노선                                           | 소재지                                              | 소재지                                              | 비고                                                |
| 국도 제48호선 · 서울특별시도 제53호선 성산로와 직결 | 국도 제48호선 · 서울특별시도 제53호선 성산로와 직결 | 국도 제48호선 · 서울특별시도 제53호선 성산로와 직결 | 국도 제48호선 · 서울특별시도 제53호선 성산로와 직결 | 국도 제48호선 · 서울특별시도 제53호선 성산로와 직결 |
| --------------------------------------------------- | --------------------------------------------------- | --------------------------------------------------- | --------------------------------------------------- | --------------------------------------------------- |
| 독립문역                                            | 국도 제48호선 · 서울특별시도 제53호선 성산로        | 종로구                                              | 교남동                                              |                                                     |
| 독립문역                                            | 서울특별시도 제C1호선 · 제22호선 통일로             | 종로구                                              | 교남동                                              |                                                     |
|                                                     | 송월길                                              | 종로구                                              | 교남동                                              | 교차로 이름 없음                                    |
| 사직터널 (인왕산)                                   |                                                     | 종로구                                              | 교남동                                              |                                                     |
| 사직동                                              |                                                     | 종로구                                              |                                                     |                                                     |
|                                                     | 경희궁길                                            | 종로구                                              | 교차로 이름 없음                                    |                                                     |
|                                                     | 서울특별시도 제5303호선 인왕산로                    | 종로구                                              | 교차로 이름 없음                                    |                                                     |
| 사직공원                                            | 필운대로                                            | 종로구                                              |                                                     |                                                     |
| 사직공원                                            | 사직로8길                                           | 종로구                                              |                                                     |                                                     |
| 사직공원                                            | 사직로9길                                           | 종로구                                              |                                                     |                                                     |
| 사직공원                                            | 사직로9가길                                         | 종로구                                              |                                                     |                                                     |
| 경복궁역                                            | 서울특별시도 제23호선 자하문로                      | 종로구                                              |                                                     |                                                     |
| 경복궁역                                            | 새문안로3길                                         | 종로구                                              |                                                     |                                                     |
| 정부서울청사                                        | 서울특별시도 제5305호선 효자로                      | 종로구                                              |                                                     |                                                     |
| 정부서울청사                                        | 새문안로5길                                         | 종로구                                              |                                                     |                                                     |
| 광화문                                              | 국도 제48호선 · 서울특별시도 제24호선 세종대로      | 종로구                                              | 종로1.2.3.4가동                                     |                                                     |
| 경복궁                                              | 서울특별시도 제C1호선 율곡로                        | 종로구                                              | 종로1.2.3.4가동                                     |                                                     |
| 경복궁                                              | 서울특별시도 제26호선 종로1길                       | 종로구                                              | 종로1.2.3.4가동                                     |                                                     |
| 경복궁                                              | 서울특별시도 제5307호선 삼청로                      | 종로구                                              | 종로1.2.3.4가동                                     |                                                     |
| 서울특별시도 제C1호선 율곡로와 직결                 |                                                     |                                                     |                                                     |                                                     |

## 부속도로
- ● : 전 구간 해당
- ▲ : 일부 구간 해당
- ✖ : 해당 없음

| 도로명      | 기점            | 종점            | 총연장 (m) | 차량 통행 가능 | 일방통행 | 소재지 | 소재지 |
| ----------- | --------------- | --------------- | ---------- | -------------- | -------- | ------ | ------ |
| 사직로1길   | 행촌동 180-13   | 행촌동 210-742  | 330        | ●              | ✖        | 종로구 | 교남동 |
| 사직로1가길 | 행촌동 171-270  | 행촌동 2-2      | 159        | ●              | ✖        | 종로구 | 교남동 |
| 사직로1나길 | 행촌동 2-2      | 행촌동 210-898  | 223        | ●              | ✖        | 종로구 | 교남동 |
| 사직로1다길 | 행촌동 210-1084 | 행촌동 210-1084 | 114        | ●              | ✖        | 종로구 | 교남동 |
| 사직로1라길 | 행촌동 210-1075 | 행촌동 210-8    | 246        | ●              | ✖        | 종로구 | 교남동 |
| 사직로1마길 | 행촌동 210-961  | 행촌동 210-8    | 200        | ✖              | ✖        | 종로구 | 교남동 |
| 사직로2길   | 행촌동 1-186    | 행촌동 1-90     | 211        | ▲              | ✖        | 종로구 | 교남동 |
| 사직로5길   | 사직동 308-1    | 사직동 262-187  | 315        | ●              | ✖        | 종로구 | 사직동 |
| 사직로6길   | 사직동 254-6    | 신문로2가 1-333 | 299        | ✖              | ✖        | 종로구 | 사직동 |
| 사직로7길   | 사직동 254-6    | 사직동 284-1    | 251        | ▲              | ✖        | 종로구 | 사직동 |
| 사직로8길   | 사직동 1-30     | 세종로 1-68     | 751        | ●              | ✖        | 종로구 | 사직동 |
| 사직로9길   | 필운동 240-10   | 필운동 52-5     | 279        | ●              | ▲        | 종로구 | 사직동 |
| 사직로9가길 | 사직동 1-1      | 필운동 32-11    | 211        | ▲              | ✖        | 종로구 | 사직동 |
| 사직로10길  | 내자동 20-1     | 사직동 45-2     | 134        | ●              | ✖        | 종로구 | 사직동 |
| 사직로12길  | 내자동 20-1     | 내수동 70-2     | 192        | ▲              | ✖        | 종로구 | 사직동 |

## 주요 건물 및 시설
- 예수교대한성결교회 행복한교회 (서울특별시 종로구 사직로 7)
- 대신중학교 (서울특별시 종로구 사직로 9)
- 대신고등학교 (서울특별시 종로구 사직로 9)
- 대한예수교장로회 영락농인교회 (서울특별시 종로구 사직로 27)
- 광화문우체국 서울사직동우편취급국 (서울특별시 종로구 사직로 73)
- 새마을금고 사직동지점 (서울특별시 종로구 사직로 97)
- 하나은행 경복궁역지점 (서울특별시 종로구 사직로 130)
- 서울 지하철 3호선 경복궁역 (서울특별시 종로구 사직로 지하130)
- 경복궁 (서울특별시 종로구 사직로 161)
- 한국기독교장로회 독립문교회 (서울특별시 종로구 사직로1나길 32)
- 한국불교태고종 보경사 (서울특별시 종로구 사직로6길 18)
- 천주교 서울대교구 전교가르멜수녀회 (서울특별시 종로구 사직로7길 14)
- 수도사랑의학교 (서울특별시 종로구 사직로7길 17)
- 천주교 서울대교구 세종로성당 (서울특별시 종로구 사직로8길 9)
- 주한중국문화원 (서울특별시 종로구 사직로8길 23-1)
- 서울지방경찰청 (서울특별시 종로구 사직로8길 31)
- 하나은행 내자동지점 (서울특별시 종로구 사직로8길 39)
- 기독교대한감리회 종교교회 (서울특별시 종로구 사직로8길 48)
- 사직동주민센터 (서울특별시 종로구 사직로9길 1)
- 서울종로경찰서 사직파출소 (서울특별시 종로구 사직로9길 5)
- 서울시립 어린이도서관 (서울특별시 종로구 사직로9길 7)
- 서울특별시유아교육진흥원 (서울특별시 종로구 사직로9길 15-8)
- 종로도서관 (서울특별시 종로구 사직로9길 15-14)
- 서울매동초등학교 (서울특별시 종로구 사직로9길 19)
- 대한예수교장로회 승동교회 (서울특별시 종로구 사직로9가길 28)

## 같이 보기
- 삼청로
- 성산로
- 율곡로
- 의주로